# Оскар Дуарте
Оскар Дуарте (ісп. Óscar Duarte, нар. 3 червня 1989, Масая, Нікарагуа) — костариканський футболіст, захисник збірної Коста-Рики та клубу "Аль-Вахда" із Саудівської Аравії.

## Клубна кар'єра
У дорослому футболі дебютував 2008 року виступами за команду клубу «Сапрісса», в якій провів два сезони, взявши участь лише в одному матчі чемпіонату. 
Протягом 2010—2011 років захищав на умовах оренди кольори команди клубу «Пунтаренас».
2011 року повернувся до «Сапрісси», ставши гравцем її основного складу. Відіграв за команду з костариканської столиці наступні два сезони своєї ігрової кар'єри.
2013 року став гравцем бельгійського «Брюгге», за яке протягом трьох з половиною сезонів взяв участь у 84 матчах чемпіонату. 
На початку 2016 року перейшов до іспанського «Еспаньйола», в якому здебільшого використовується як резервний оборонець.

## Виступи за збірну
2010 року дебютував в офіційних матчах у складі національної збірної Коста-Рики. Наразі провів у формі головної команди країни 31 матч, забив 2 голи.
У складі збірної був учасником розіграшу Кубка Америки 2011 року, розіграшу Золотого кубка КОНКАКАФ 2011 року, чемпіонату світу 2014 року, розіграшу Кубка Америки 2016 року та чемпіонату світу 2018 року.

## Титули і досягнення
- Володар Кубка Бельгії (1):

«Брюгге»: 2014–15
Збірні
- Переможець Центральноамериканського кубка: 2014